# Receptor 5-HT2
Los receptores 5-HT 2 son una subtipo de receptores 5-HT que se unen al neurotransmisor endógeno serotonina (5-hidroxitriptamina, 5-HT). Constan de tres receptores acoplados a proteína G (GPCR) que están acoplados a Gq/G11 y median la neurotransmisión excitatoria, incluidos los receptores 5-HT2A, 5-HT2B y 5-HT2C. Están presentes en el sistema nervioso central, pero resultan de importancia igualmente en la periferia como el músculo liso y las plaquetas.